# Sabana arbustiva de Somalia
La sabana arbustiva de Somalia es una ecorregión de la ecozona afrotropical, definida por WWF, que se extiende por Kenia, Somalia, Etiopía, Eritrea y Sudán. Está incluida en la lista Global 200 con el nombre de sabana de acacias del Cuerno de África.

## Descripción
Es una ecorregión de sabana que ocupa 1.053.300 kilómetros cuadrados en el cuerno de África. Ocupa gran parte del territorio de Somalia, así como el noreste de Kenia y el este de Etiopía, en la región conocida como Haud, así como la región al este del macizo Etíope como el fondo del Gran Valle del Rift. Una estrecha franja se prolonga por el norte de Etiopía, a través de Eritrea, hasta el sureste de Sudán.
Limita al norte con la pradera y matorral xerófilos de Etiopía, al noreste con el matorral xerófilo montano de Somalia, al este con la pradera y matorral de Hobyo, al sur con la selva mosaico costera de Zanzíbar y el manglar de África oriental, al suroeste con la sabana arbustiva de Kenia y la pradera y matorral xerófilos masáis, y al oeste con el mosaico de selva y sabana de la cuenca del lago Victoria y la selva montaña de Etiopía.

## Estado de conservación
Vulnerable.